# Maria Riemen-Maszczyk
Maria Riemen-Maszczyk (ur. 12 września 1937 w Warszawie, zm. 5 stycznia 2022 w Zakopanem) – polska nauczycielka, poseł na Sejm PRL VI i VII kadencji.

## Życiorys
Córka Tadeusza i Heleny. W 1955 ukończyła Liceum Ogólnokształcące im. Oswalda Balzera w Zakopanem, a w 1959 studia z zakresu geografii w Wyższej Szkole Pedagogicznej w Krakowie. Początkowo pracowała w Szkole Podstawowej nr 5 w Zakopanem, a następnie pełniła funkcję kierowniczki SP nr 8 w Zakopanem. W latach 1974–1984 była dyrektorką Liceum Ogólnokształcącego w Zakopanem. Od 1982 do 1984 pełniła też funkcję prezesa zarządu głównego Górskiego Ochotniczego Pogotowia Ratunkowego. W 1984 podjęła pracę na placówce dyplomatycznej w Niemczech Zachodnich.
Była członkinią Związku Harcerstwa Polskiego, potem Związku Młodzieży Polskiej, a na studiach w Zrzeszeniu Studentów Polskich. W 1963 została członkinią Polskiej Zjednoczonej Partii Robotniczej. W 1964 zasiadła w plenum Komitetu Miejskiego partii, a w 1975 w Komitecie Dzielnicowym PZPR w Nowym Sączu. W 1972 i 1976 uzyskiwała mandat posła na Sejm PRL w okręgu Nowy Sącz. Przez dwie kadencje zasiadała w Komisji Oświaty i Wychowania, której w trakcie VII kadencji była zastępcą przewodniczącego. Ponadto w trakcie VI kadencji zasiadała w Komisji Zdrowia i Kultury Fizycznej.
Pochowana 11 stycznia 2022 na Nowym Cmentarzu w Zakopanem (kw. K2-B-5).

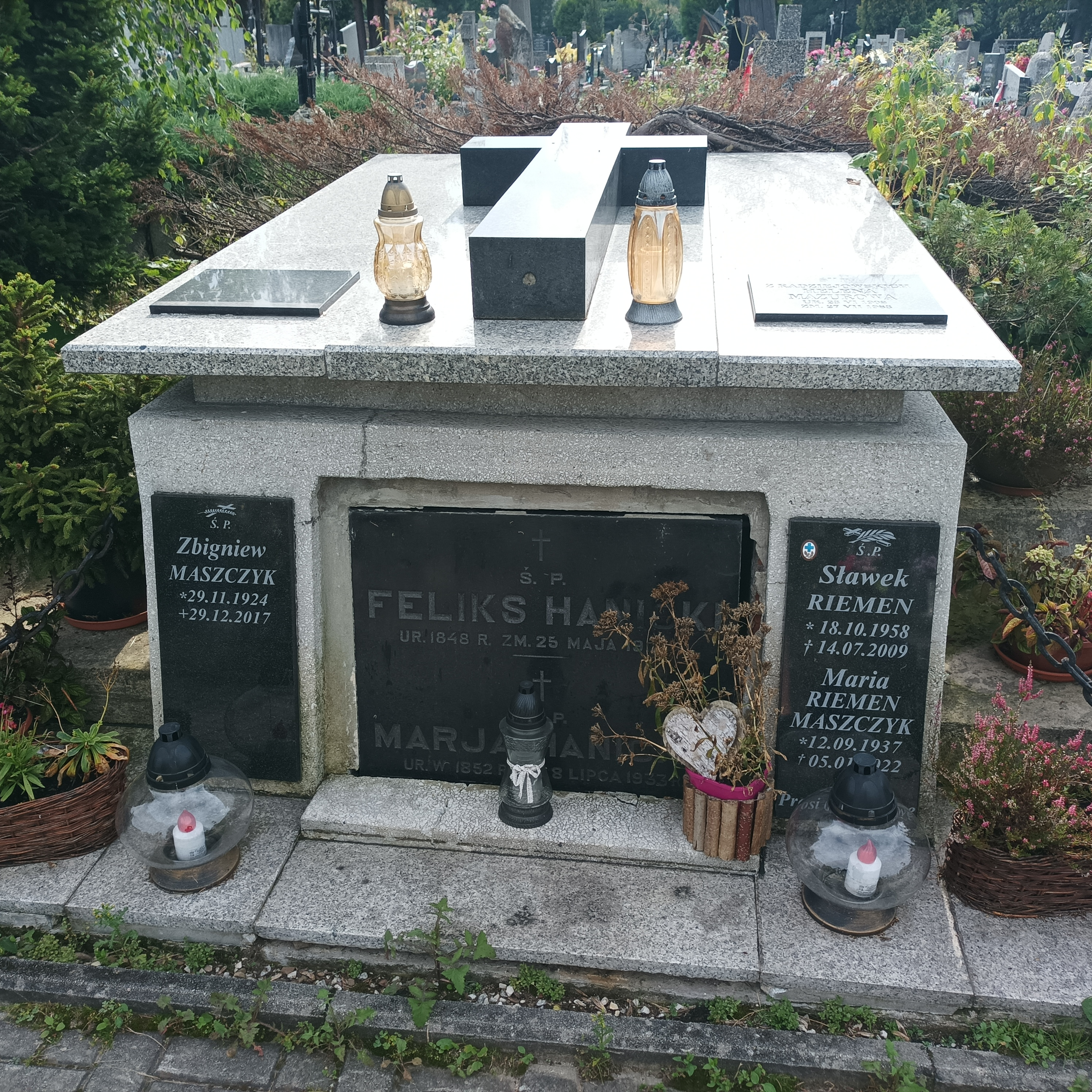
Grób Marii Riemen-Maszczyk na Nowym Cmentarzu w Zakopanem

## Odznaczenia
- Brązowy Krzyż Zasługi (1969)
- Medal 30-lecia Polski Ludowej
- Medal Komisji Edukacji Narodowej
- Krzyż Kawalerski Orderu Odrodzenia Polski